# Cologne Grand Prix 1979
Il Cologne Grand Prix 1979 è stato un torneo di tennis giocato sul cemento indoor. È stata la 4ª edizione del Cologne Grand Prix, che fa parte del Colgate-Palmolive Grand Prix 1979. Si è giocato a Colonia in Germania, dal 29 ottobre al 4 novembre 1979.

## Campioni

### Singolare
Gene Mayer ha battuto in finale  Wojciech Fibak con il punteggio di 6–3, 3–6, 6–1

### Doppio
Gene Mayer /  Stan Smith hanno battuto in finale  Heinz Günthardt /  Pavel Složil con il punteggio di 6–3, 6–4